# Luis Ignacio Álvaro Navarro
Luis Ignacio Álvaro Navarro   (Sevilla, 25 de juliol de 1972), conegut com Luis Álvaro, és un antic pilot de motociclisme espanyol que va competir en el Campionat del Món de Motociclisme des de 1989 fins a 1995.

## Biografia
Luis Álvaro va tenir els seus primers contactes amb el motociclisme amb 12 anys quan va fer competicions de motocròs. Als 14 anys va passar a la velocitat i va competir en el Criterium Solo Moto, que acabaria guanyant el 1988 en les categories de 80 i 125cc. El 1989 corre al Mundial de 80cc amb una Krauser privada i aconsegueix una meritòria sisena posició al Gran Premi de Txecoslovàquia. El 1990 fitxa per Derbi i es converteix (al costat d'Ezio Gianola) en un dels últims pilots de la marca catalana abans de la seva retirada del Mundial. Els problemes econòmics de l'escuderia catalana van marcar els seus resultats aquella temporada.
De 1991 a 1995, continuà competint en el Mundial en la categoria de 125cc sense resultats destacables.